# Xiao Xiang-wen
Pour les articles homonymes, voir Xiao.
Dans ce nom chinois, le nom de famille, Xiao, précède le nom personnel Xiang-wen.
Xiao Xiang-wen (en chinois traditionnel : 蕭翔文 ; pinyin : Xiāo Xiángwén), né le 18 février 1999, est un taekwondoïste handisport taïwanais, en catégorie K44.

## Biographie
Xiao Xiang-wen naît le 18 février 1999. Il pratique le taekwondo depuis l'école primaire.
Il étudie à l'université nationale Chung Cheng. À l'âge de 21 ans, il subit un accident routier à l'issue duquel il perd l'usage du plexus nerveux de son bras droit ; sa carrière sportive est de fait freinée, alors qu'il évoluait à un niveau lui permettant de prétendre à intégrer l'équipe nationale taïwanaise.
Après une pause, il décide de devenir para-athlète sur les conseils de son entraîneurs.
En 2023, il est médaillé d'argent aux championnats du monde, puis sacré champion aux Jeux para-asiatiques, alors que l'épreuve de taekwondo y figure pour la première fois de l'histoire de la compétition.

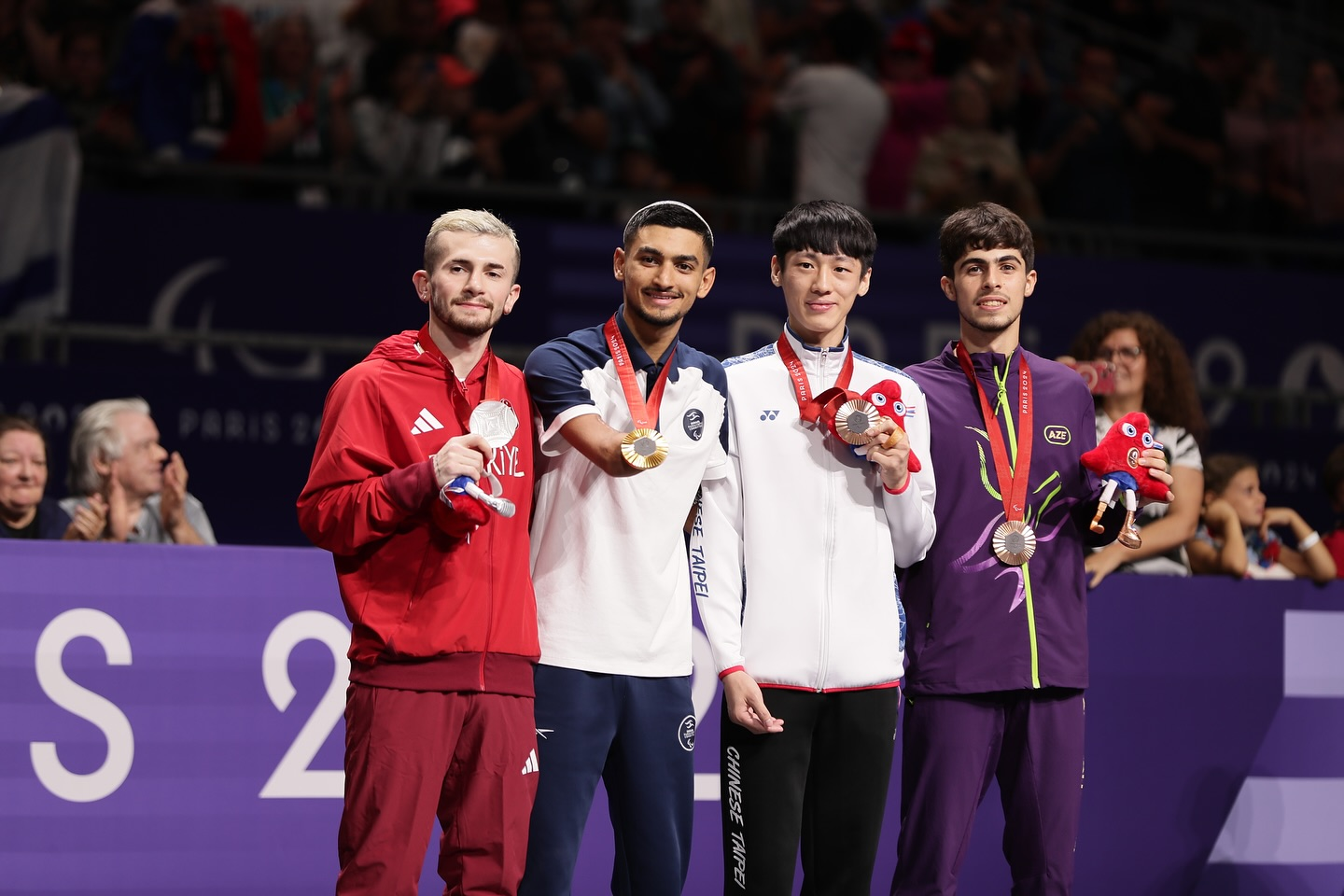
Xiao Xiang-wen lors de la cérémonie de remise des médailles, à l'issue des Jeux paralympiques de 2024.

Aux Jeux paralympiques de Paris en 2024, il atteint le stade des demi-finales à l'issue duquel il s'incline, mais remporte le match pour la médaille de bronze.

## Palmarès

### Jeux paralympiques
- Médaille de bronze aux Jeux paralympiques d'été de 2024 (K44 moins de 58 kg)

### Championnats du monde
- Médaille d'argent aux championnats du monde 2023 (K44 moins de 58 kg)

### Jeux para-asiatiques
- Médaille d'or aux Jeux para-asiatiques de 2022 (en)[note 1] (K44 moins de 58 kg)